# توماسو روسو
توماسو روسو (بالإيطالية: Tommaso Russo)‏ (مواليد 31 أغسطس 1971) هو ملاكم إيطالي، مثّل بلاده في الألعاب الأولمبية الصيفية 1992.

## روابط خارجية
توماسو روسو على موقع اللجنة الأولمبية الدولية (الإنجليزية)
- توماسو روسو على موقع أوليمبيديا (الإنجليزية)